# Jazz Vilá Projects
Jazz Vilá Projects (JVP, por sus siglas) es una compañía de teatro profesional con sede en La Habana, Cuba, fundada oficialmente en 2015 bajo la dirección ejecutiva del actor, director, productor y dramaturgo cubano Jazz Vilá. Es reconocida por sus taquilleras puestas en escena de obras como Rascacielos, Eclipse y Farándula y por ser la primera agrupación en realizar presentaciones en los Estados Unidos interpretando en inglés una obra de la isla.

## Historia
JVP se instituyó oficialmente en enero de 2015, aunque su primera acción escénica tuvo lugar el 1 de diciembre de 2013 cuando se realizó la Función 0, una lectura dramatizada de la obra Rascacielos en homenaje al día mundial de la lucha contra el sida.
El 8 de abril de 2014 se estrena Rascacielos, en la Sala Adolfo Llauradó con un elenco encabezado por la experimentada actriz cubana Broselianda Hernández. La obra registró cerca de 80 funciones, a teatro lleno, para congregar a cerca de 25 mil espectadores durante 2 temporadas y una gira nacional por varias provincias de Cuba. La obra terminó su ciclo de presentaciones en República Dominicana.
Rascacielos mereció reconocimiento de la crítica especializada, lo que hizo que varios miembros de su elenco fueran galardonados por sus interpretaciones y que fuera seleccionada para presentarse en el Festival de Teatro de Camagüey(Cuba) y en el Festival Internacional de Artes Escénicas de Santo Domingo (República Dominicana), país donde terminó su ciclo de presentaciones.
En 2016 llegó Eclipse, aceptada por el público dentro y fuera del país. La pieza se convirtió en la más representada de la compañía en el extranjero. La obra volvió rescatar las funciones semanales dentro del circuito teatral cubano con presentaciones de martes a domingo durante su primera temporada.
En 2018, JVP estrenó en el Festival Nuevo Siglo de Oro de Texas, “La Vida es Sueño”, siendo la primera compañía cubana en participar en este evento con más de 40 años.
También en 2018, vio la luz la puesta de mayor éxito de la compañía: Farándula. Obra que estuvo en cartelera durante seis meses en su primera temporada. Según datos del Centro de Teatro de La Habana, la pieza convocó a más de 40 mil espectadores en más de 100 funciones, cifra récord para el teatro contemporáneo en Cuba. En noviembre de ese año ‘Farándula’ tuvo su estreno en Estados Unidos: primero en Texas, y luego, en Tampa, Florida
Entre abril y junio de 2019, ‘Farándula’ contó con una segunda temporada en la sala El Sótano de La Habana, con artistas invitadas como la cubana Alina Robert; e incluyó presentaciones para apoyar las jornadas nacionales contra la homofobia y la transfobia en la provincia de Camagüey.
Su tercera temporada, esta vez en el cine teatro La Rampa, llevó el nombre de ‘Farándula 500’ porque se desarrolló en homenaje al medio milenio de fundación de La Habana. Esta puesta contó además con la participación especial del popular actor español Paco León.
En octubre de 2021, la compañía estrenó en el Teatro Trail de Miami cuatro funciones de la obra bajo el título: ‘Farándula Operación Interpol’, una adaptación más universal de la obra original. También en la llamada Ciudad del Sol se rodó la versión cinematográfica de ‘Farándula’, dirigida por el propio Jazz Vilá con un elenco internacional encabezado por Alina Robert, Sian Chiong, la actriz venezolana Scarlet Ortiz y el debutante actor español Mike Fajardo.
En enero de 2022, ‘Farándula’ regreso con presentaciones en la provincia de Mayabeque y volvió a La Rampa habanera en una cuarta temporada para completar sus 200 funciones el 23 de abril, en saludo al Día Mundial de la Lengua Española, y cerrar así “por todo lo alto” su ciclo de temporadas en la capital.
Por otro lado, con la llegada del coronavirus y el confinamiento impuesto por la pandemia, la de Jazz Vilá se convirtió en la primera compañía cubana en adaptar los códigos del teatro al escenario digital. Primero, JVP lanzó las funciones número 169 y 170 de ‘Farándula’ en vivo desde su cuenta oficial de Instagram, los días 26 y 27 de junio de 2020. Luego, en septiembre de ese mismo año, llegó ‘VOM: Vestuario o maquillaje’, una serie teatral de ocho capítulos con la que el grupo inauguró su canal de YouTube, JVP Plus.  Posteriormente, ‘VOM’ fue estrenada en televisión a través del programa El Jelengue, de la cadena norteamericana MegaTV (SBS)
A finales de 2020, ante la imposibilidad de hacer presentaciones en locales cerrados en plena crisis sanitaria, JVP estrenó en el Parque Metropolitano de La Habana, ‘Un Quijote Callejero’, una versión de los entremeses de Cervantes que continuó exhibiéndose en otros parques y espacios públicos.
El 7 de abril de 2022, para celebrar su octavo aniversario, JVP reestrenó de su primera obra ‘Rascacielos’ en una versión para el Paseo de las Artes de Miami, Florida.
Esta compañía se ha distinguido por la introducción de mecanismos pioneros de coproducción dentro del teatro cubano, así como por el desarrollo de fuertes campañas promocionales y una renovada colaboración con importantes artistas entre los que figuran Ernán López Nussa (músico), Kelvis Ochoa (músico), Osmani Espinosa (músico), Cristina Colmena (dramaturga), Mabel Poblet (artista visual), Luis Silva (humorista) por citar algunos.

## Repertorio
El repertorio de Jazz Vilá Projects se compone de 3 líneas de producción:
- Teatro Popular: Es línea principal de la compañía con obras concebidas desde el propio guion como fenómenos de audiencia.
- Teatro Infantil: Es una línea enfocada en obras para los más pequeños, pero con un mensaje familiar que promueve valores como el cuidado del medio ambiente, la amistad, la solidaridad y respeto a la diversidad.
- Teatro Mínimo: Es una línea de creación enfocada en presentaciones puntuales creadas para festivales, colaboraciones, pequeñas temporadas, eventos conmemorativos.

## Fundadores
- Jazz Vilá (director)[46]
- Broselianda Hernández
- Dania Splinter
- Camila Arteche
- Lulú Piñera
- Gabriel Ricard
- Yaniel Castillo
- Omar Rolando
- Carlos Busto
- Katerine Richard
- Denys Ramos

## Principales puestas en escena
| Año  | Obra                                                   | Sinopsis | Elenco | Notas |
| ---- | ------------------------------------------------------ | --- | --- | --- |
| 2019 | Habana Duende                                          | Federico, el joven poeta regresa a La Habana 89 años después de su primera visita para reencontrarse con los personajes más celebres de la capital cubana y celebrar sus cinco siglos de historia. | Jazz Vilá, Yordanka Ariosa, Ana María Paredes | Se estrenó el 25 de abril de 2019 en La Embajada de España en Cuba |
| 2018 | Farándula                                              | La apertura de un nuevo espacio expositivo llamado Farándula, será la excusa para que cuatro “desconocidos” descubran que sus vidas están conflictivamente unidas. | Camila Arteche, Cinthia Paredes, Yordanka Ariosa, Catherine Núñez, Anabel Suárez, Yeny Martínez, Yanel Gómez, Carlos Busto, Omar Rolando, Carlos Solar, Jomy Marull, Alina Robert, entre otros. Voz en Off: Renecito de la Cruz               | Se estrenó el 2 de marzo de 2018. Se realizaron 118 funciones, con más de 20 mil espectadores. Se presentó en los Estados Unidos |
| 2018 | El Pequeño                                             | Lorenzo se dispone a reparar su viejo almendrón, justo cuando se aparece un pequeño niño pidiéndole que le dibuje una oveja. | Cinthia Paredes, Jomy Marull, Edy Suarez, Marlon Collins | Se estrenó el 30 de junio de 2018. Como parte de las actividades por la semana de la cultura francesa en Cuba |
| 2018 | La vida es sueño                                       | El rey Basilio, temiendo las predicciones de las estrellas que han augurado su derrocamiento, decide aislar en una torre a su hijo Segismundo. El pueblo al descubrir la verdad, lucha a favor del heredero, haciendo que el destino sea inevitable.                                                                                             | Yordanka Ariosa, Linnett Hernández, Hansel Porras, Víctor Pérez | Se estrenó el 11 de abril de 2018 en el Chamizal National Memorial Theater / Estados Unidos |
| 2017 | Frontera                                               | Una antigua estación radial a punto de la quiebra, decide reconquistar a su audiencia con la vida de Romeo Smith y Julieta Zapata, dos jóvenes separados por una frontera. | Catherine Núñez, Víctor Pérez, Gabriel Ricard, Yaniel Castillo, Daniel del Val, Brian Ceely | Estrenada el 13 de noviembre de 2017 en UTEP Union Cinema / Estados Unidos. También se ha presentado en Cuba Ganadora del premio Incubator Artist Program, la pieza fue concebida para estrenarse en el Festival de Cultura Internacional de la Universidad de Texas en El Paso. |
| 2016 | Teclas obra de la dramaturga española Cristina Colmena | Mecanografiar siempre el mismo documento es aburrido y un poco absurdo, pero cuando te pagan por ello es mejor no hacer preguntas y solo pensar en el dinero. El problema empieza cuando tienes que compartir la máquina de escribir: el lado izquierdo o el derecho? Una comedia sobre recortes de personal y de personas, ya saben, la crisis. | Yanel Gómez, Cinthia Paredes, Anabel Suarez, Omar Rolando, Walfrido Serrano. | Estrenada el 27 de octubre de 2016 en la Embajada de España en Cuba y luego en temporada en el Centro Hispanoamericano de Cultura. |
| 2016 | Lecturas de una Tarde de Verano                        | | Camila Arteche, Cinthia Paredes, Catherine Núñez, Anabel Suarez, Yanel Gómez, Omar Rolando, Michel Pentón | Estrenada el 14 de julio de 2016. |
| 2016 | Eclipse                                                | Julia, Cristina y Juan son los protagonistas de un turbulento triángulo amoroso acontecido en el interior de una vieja casona; ajenos a que su convivencia divierte a cientos de espectadores a través de las cámaras de Eclipse, un popular Reality Show.                                                                                       | Broselianda Hernández, Camila Arteche, Cinthia Paredes, Catherine Núñez, Alina Robert, Yordanka Ariosa, Linnett Hernández, Yanel Gómez, Juan Valero, Gabriel Ricard, Yaniel Castillo, Omar Rolando, Carlos Solar                              | Se estrenó el 4 de marzo de 2016. Se ofrecieron 43 funciones. Se ha presentado además en los Estados Unidos y en República Dominicana. |
| 2015 | Bruck, el último troll                                 | La tranquilidad de un bosque encantado donde habitan criaturas fantásticas se ve quebrantada con la llegada de Bruck, el último descendiente de una legendaria familia de Trolls. | Camila Arteche, Cinthia Paredes, Catherine Núñez, Omar Rolando. | Se estrenó el 5 de septiembre de 2015 |
| 2014 | Rascacielos                                            | Es el último jueves del mes y Lorenzo, un joven pintor, cumple la tradición de cenar junto a sus amigos más íntimos. Durante el rutinario encuentro el artista hará una confesión que impactará en sus compañeros, cuyas vidas no son tan perfectas como él imagina.                                                                             | Broselianda Hernández, Dania Splinter, Camila Arteche, Cinthia Paredes, Catherine Núñez, Lulú Piñera, Katerine Richard, May Reguera, Marian Montero, Denys Ramos, Omar Rolando, Carlos Busto, Gabriel Ricard, Yaniel Castillo, Harold García. | Se estrena el 8 de abril de 2014 en Cuba. Se ofrecieron 84 funciones. Esta obra se ha presentado en los Estados Unidos y en República Dominicana. |

### Premios y reconocimientos
Obra Rascacielos
| Obra/ actor | Premios y nominaciones | Notas  |
| Farándula   | Premio Caricato Nominado Omar Rolando (Categoría - Mejor actor de reparto) Nominada Yordanka Ariosa (Categoría - Mejor actriz de reparto) |        |
| Rascacielos | Premio Especial del Jurado (Categoría Teatro) en el Concurso Internacional de Literatura Casa Teatro 2016 República Dominicana            |        |
| Rascacielos | Premio Adolfo Llauradó Premio Especial a Carlos Busto (Actor de teatro)                                                                   |        |
| Rascacielos | Premio Caricato Nominado Carlos Busto (Categoría - Mejor actor de reparto) Nominada Lulú Piñera (Categoría - Mejor actriz de reparto)     | [ 56 ] |